# Funaria hosseusii
Funaria hosseusii är en bladmossart som beskrevs av E. B. Bartram in E. Bauer 1939. Funaria hosseusii ingår i släktet spåmossor, och familjen Funariaceae. Inga underarter finns listade i Catalogue of Life.